# MMA 60
MMA 60 là một hầm mộ tọa lạc tại Deir el-Bahari, thuộc một phần của khu lăng mộ Thebes, nằm bên bờ tây của sông Nin. Hầm mộ này là nơi an nghỉ của những cá nhân quý tộc sống vào thời kỳ của Vương triều thứ 21 trong lịch sử Ai Cập cổ đại.

## Những cá nhân được chôn cất
- Djedmutesankh A, mang danh hiệu Chánh phi trong Hậu cung của Amun, được nghĩ là hôn phối của Đại tư tế Djedkhonsuefankh.
- Henuttawy B, mang danh hiệu Kỹ nữ của Amun, con gái của Đại tư tế Pinedjem I và vương phi Duathathor-Henuttawy.
- Henuttawy C, mang danh hiệu Chánh phi trong Hậu cung của Amun, con gái của Đại tư tế Menkheperre (và có lẽ là với vương phi Isetemkheb C), hôn phối của Đại tư tế Smendes II.
- Menkheperre C, mang danh hiệu Cha của thần, Tư tế của Amun-Ra, con trai của Faienmut, tức cháu nội/ngoại của Đại tư tế Piankh. Menkheperre C là một người đàn ông khoảng 40 - 50 tuổi[1]. Hai cỗ quan tài hiện đang được lưu giữ tại Viện bảo tàng Mỹ thuật Metropolitan của ông vốn thuộc về một tư tế tên là Ahmose[1]; riêng tấm phủ xác ướp thật sự là của Menkheperre[2].
- Nesenaset (hay Nesitaset), một phụ nữ được an táng trong hai cỗ quan tài của một người phụ nữ khác tên Ankhesmut[3][4]. Chôn theo Nesenaset là một cuộn giấy cói Amduat[5], một vài con tượng shabti[6] và nhiều loại bùa hộ mệnh khác[7].
- Tabakmut, một nam giới không rõ danh hiệu, mất vào khoảng 25 - 35 tuổi[8]. Không một vật dụng nào được chôn theo cùng Tabakmut ngoài 2 cỗ quan tài; có lẽ địa vị của người này thấp hơn nhiều so với những cá nhân khác trong mộ[8].
- Tiye, mang danh hiệu Kỹ nữ của Amun. Cỗ quan tài ngoài của Tiye đã bị hư hỏng nặng do đá đè và mục nát do ngấm nước[9]. Cỗ quan tài trong, một tấm phủ xác ướp, một tấm vải liệm vẽ hình Osiris, một vài bùa hộ mệnh và hai cuộn giấy cói được chôn theo Tiye hiện đang được lưu giữ tại Viện bảo tàng Mỹ thuật Metropolitan[9]; một tượng thần Osiris hiện đang ở Bảo tàng Cairo[9].

Hầm mộ MMA 60 ban đầu là nơi chôn cất của 3 người phụ nữ Djedmutesankh A, Henuttawy B và Henuttawy C. Sau đó, hầm được mở cửa trở lại để chôn cất tư tế Menkheperre C, và tiếp tục như vậy đối với Nesenaset, Tabakmut và Tiye.

## Hiện vật được tìm thấy
Những hiện vật dưới đây hiện đang được lưu giữ tại Viện bảo tàng Mỹ thuật Metropolitan.

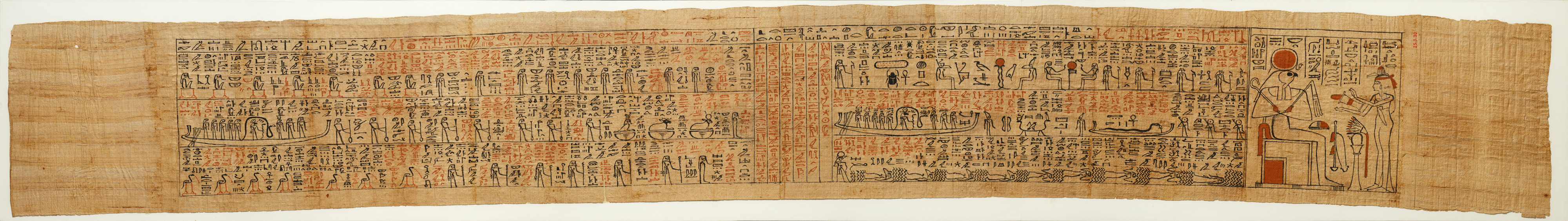
Cuộn giấy cói của Nesenaset.
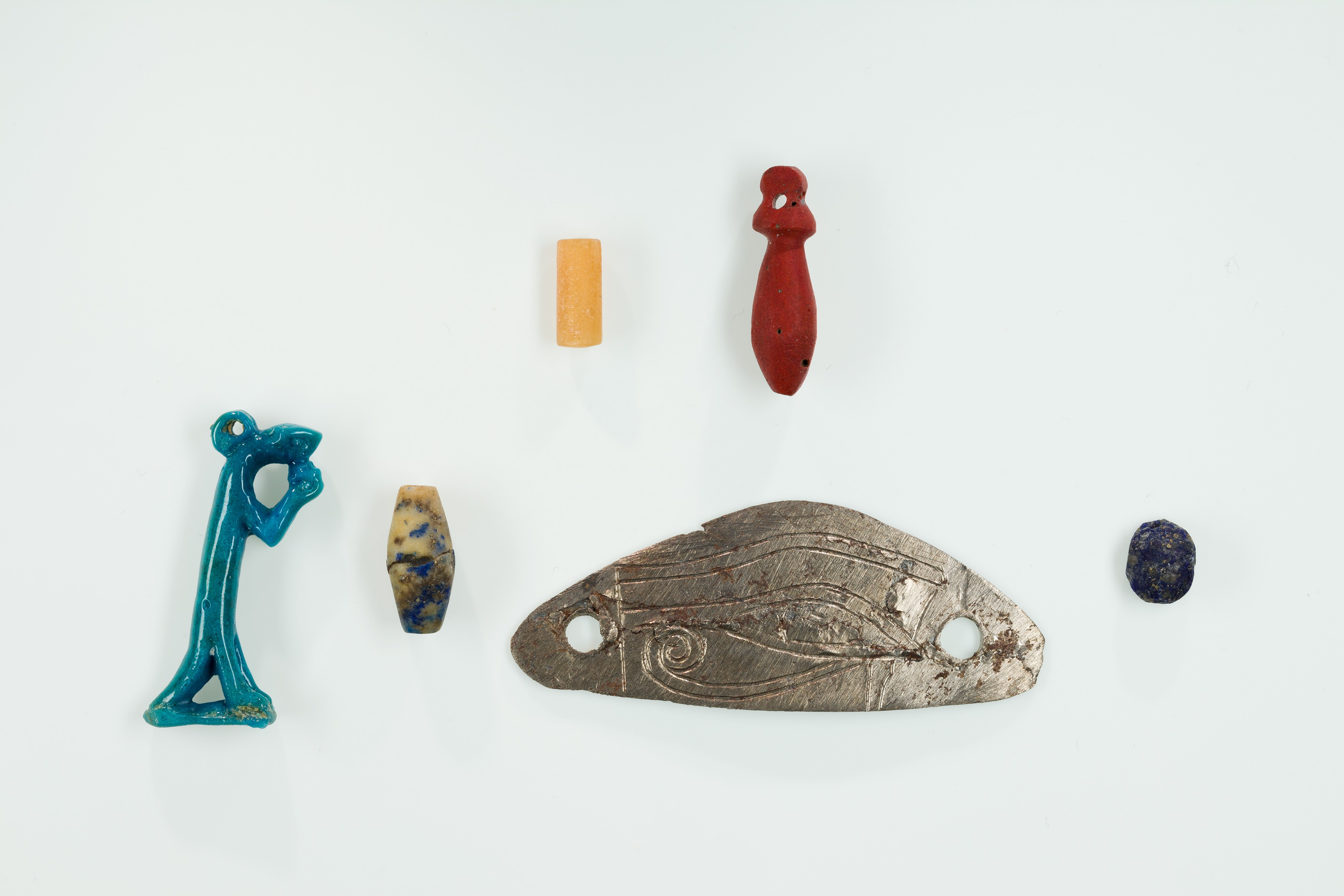
Bùa hộ mệnh của Nesenaset.
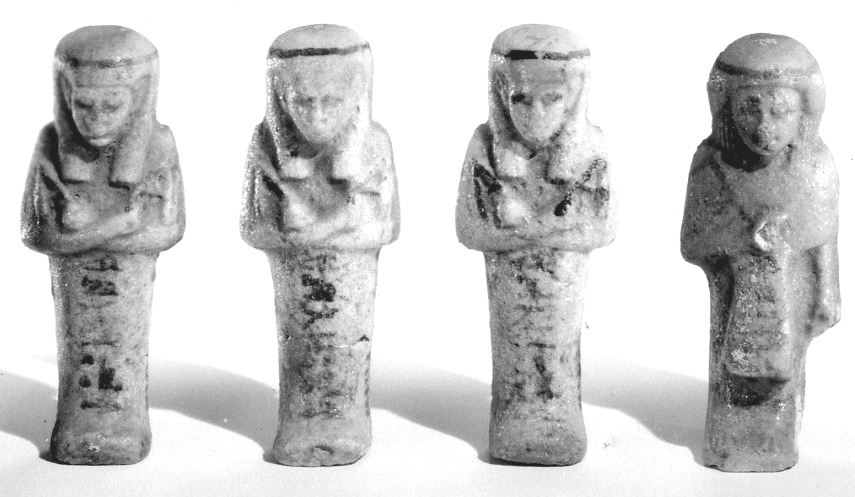
Tượng shabti của Nesenaset.
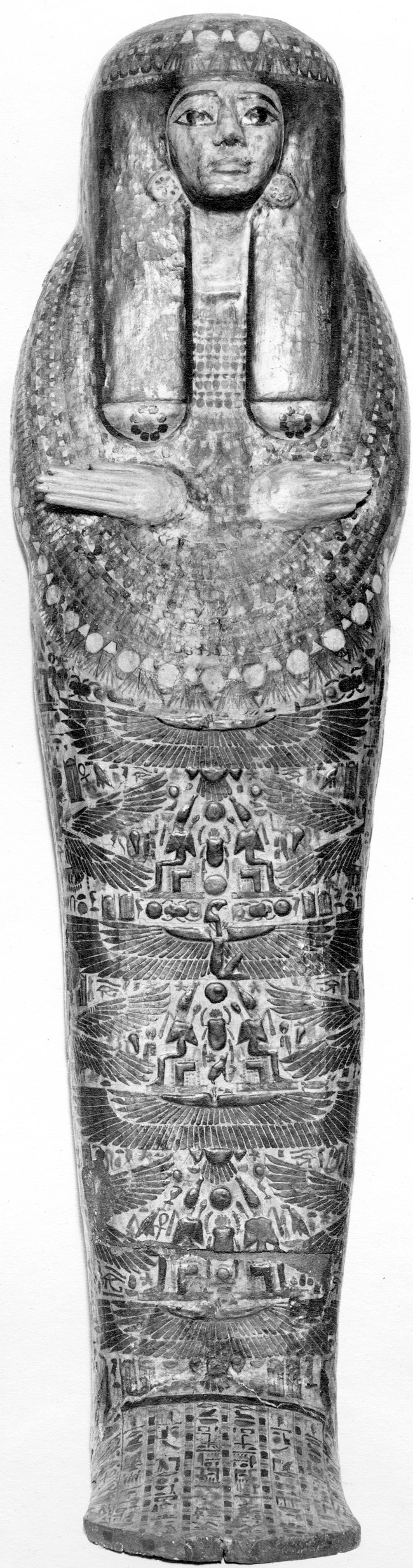
Cỗ quan tài trong của Nesenaset.
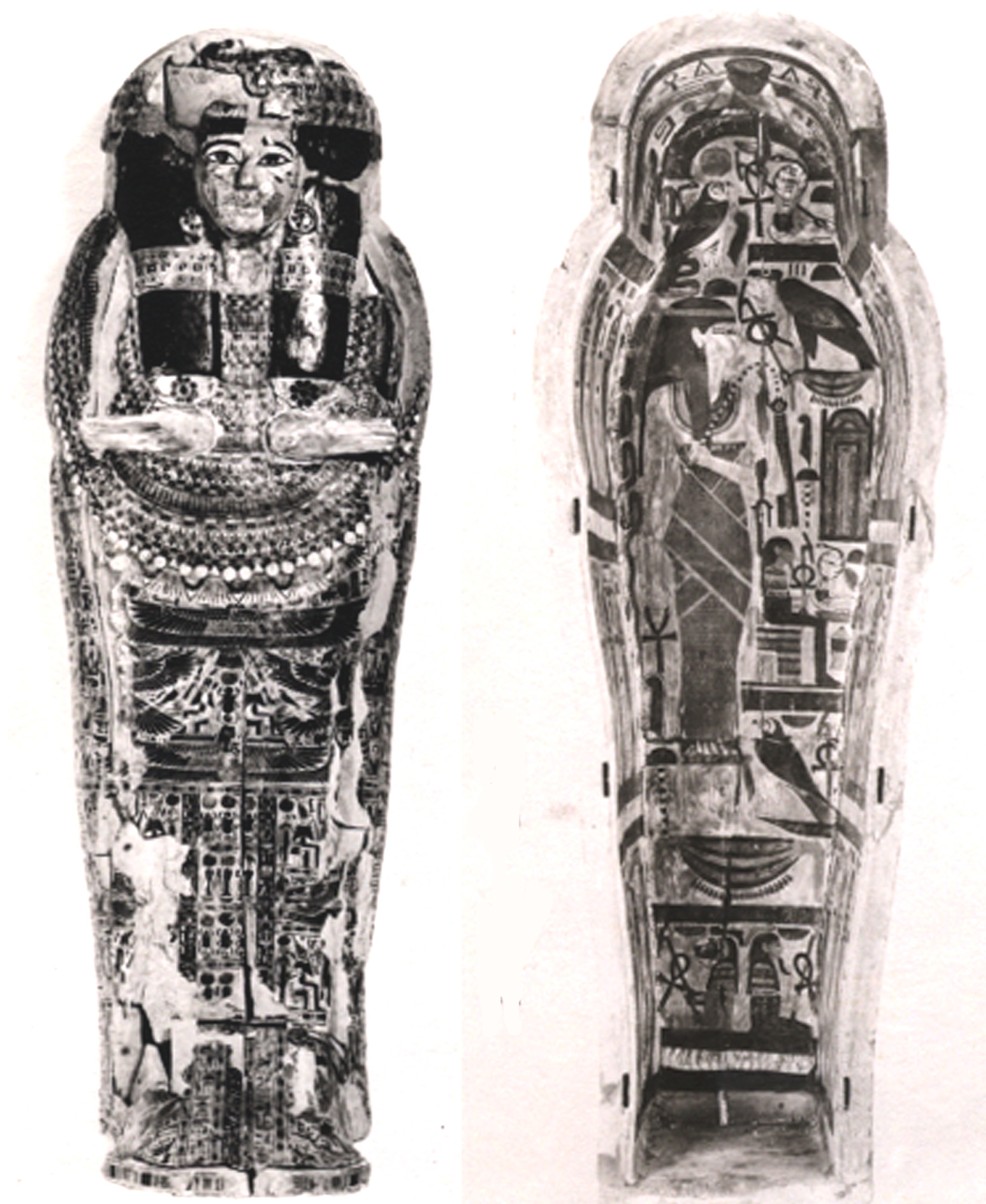
Cỗ quan tài ngoài của Nesenaset.
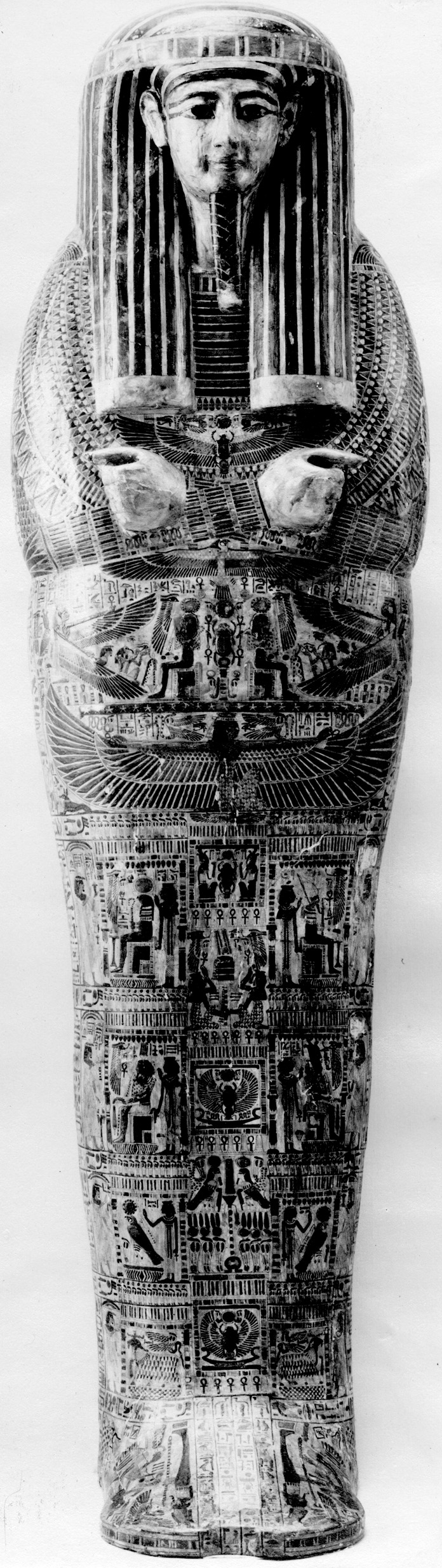
Cỗ quan tài trong của Menkheperre C.
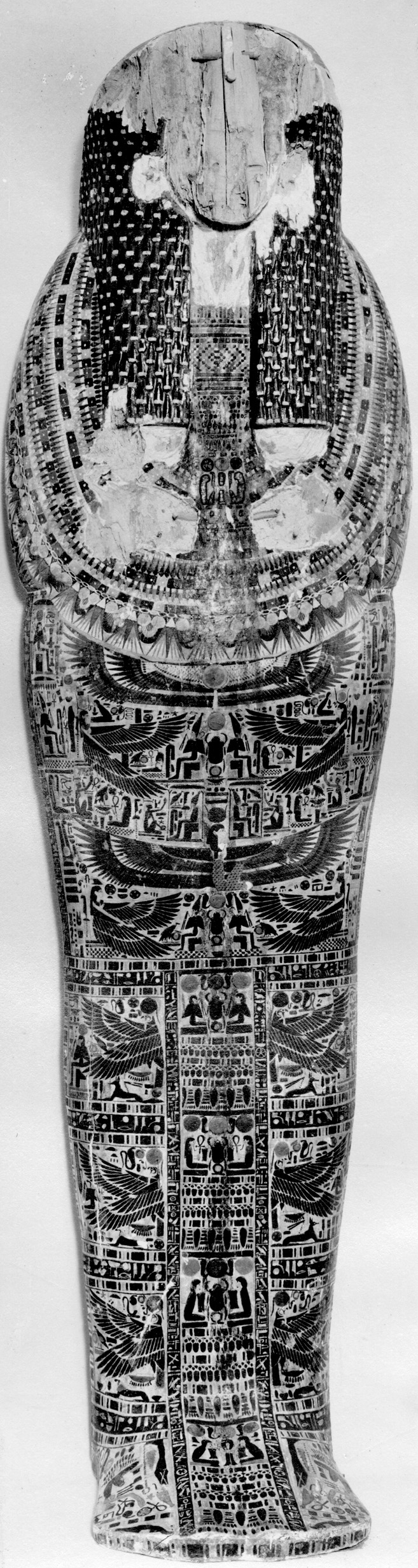
Cỗ quan tài trong của Djedmutesankh A.
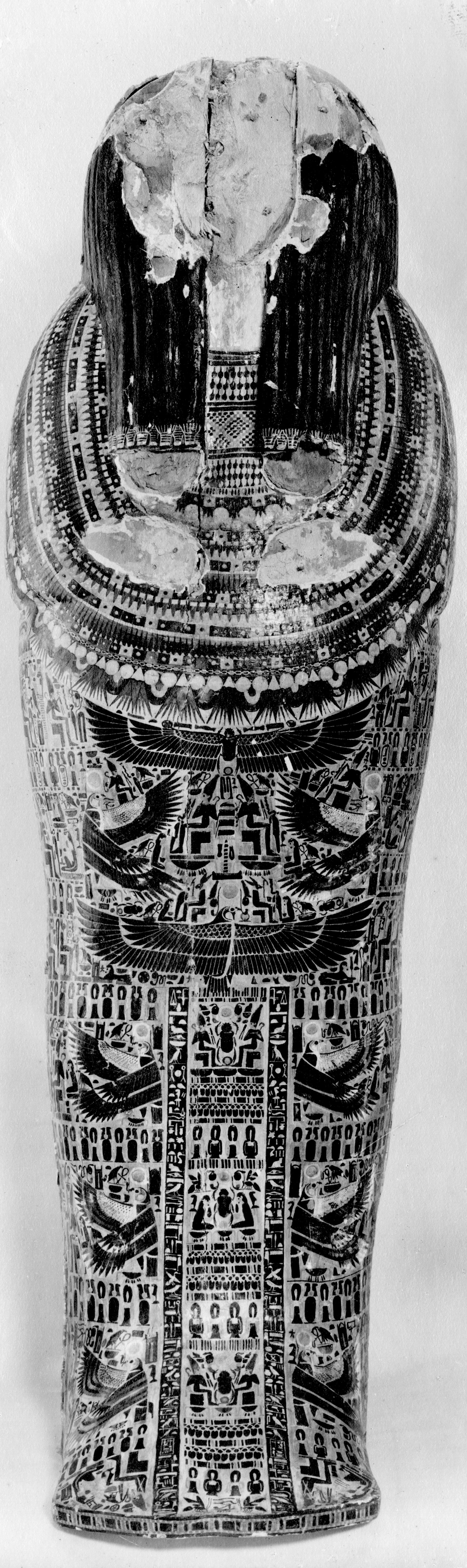
Cỗ quan tài ngoài của Djedmutesankh A.